# Евангелическое кладбище (Лучановице)
 Памятник культуры Малопольского воеводства: регистрационный номер А-712 от 17 июля 1987 года.
Евангелическое кладбище, называемое также как Кальвинистское, Диссидентское, Арианское кладбище (пол. Cmentarz Ewangelicki) — кладбище, находившееся в несуществующей сегодня деревне Лучановице, в настоящее время — на территории краковского района «Дзельница XVII Взгужа-Кшеславицке» в северо-восточной части города Кракова, Польша. Памятник культуры Малопольского воеводства.

## История
С 1563 года в Лучановице существовала община польских братьев, который отделились от польских кальвинистов и придерживались радикальных взглядов. В Польше эту христианскую деноминацию называли арианами. В селе Лучановице у польских братьев были собственные храм и кладбище, заложенное вместо краковского на улице Весолой и разрушенное в середине XVII века местными католиками.
В 1593 году Станислав Желенский построил на территории храма польских братьев первый каменный некрополь, который стал основой будущего кладбища. Кладбище стало расширяться с 1626 года под покровительством рода Желенских, которые были владельцами села Лучановице. С этого времени на кладбище стали совершаться захоронения верующих местной кальвинисткой общины. После исчезновения в Лучановице общины польских братьев в течение ста лет был закрыт их храм и род Желенских до 1787 года использовал крипту церкви его для захоронения членов своей семьи. В 1787 году Марциан Желенский соорудил на кладбище курган высотой около 4 метров, который стал называться как «Арианский курган» и новый некрополь для рода Желенских. На кургане была поставлена пятиметровая стела, сделанная из песчаника. На вершине этой стелы находилась каменная урна. На стенах стелы был установлен герб Циолек и выбита надпись:

 
D.O.M., Avorus Manibus Pietas, 

Martinus Vitelius de Żelanka, Żeleński, V. S. S. C., MDCCLXXXVII.

В 1938 году оно было передано владельцем Анджеем Мыцельским в дар краковской лютеранской общине.
17 июля 1987 года кладбище было внесено в реестр памятников культуры Малопольского воеводства.
В 1989 году кладбище было отреставрировано. Во время реставрации на кургане был установлен упавший обелиск.
25 сентября 1993 года кладбище освятил краковский лютеранский епископ Рудольф Пастуха.

## Описание
Некрополь находится в руинах. Арианский курган и стела сохранились до нашего времени. Возле кургана находятся несколько каменных надгробий: саркофаг Людвига Дембицкого, постамент с урной, надгробия Арамы и Каролины Кемпинских.

## Галерея

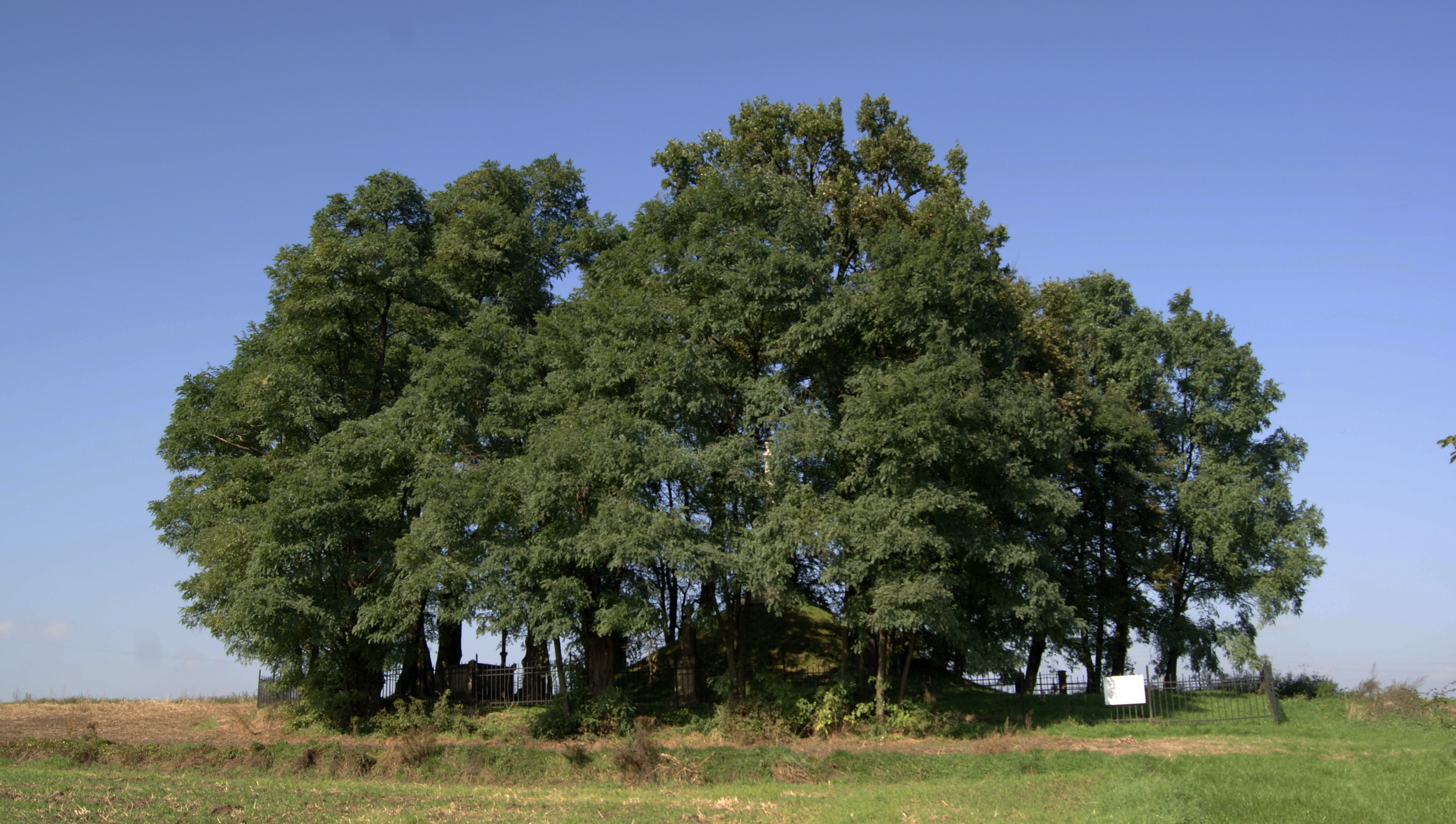
Общий вид кладбища
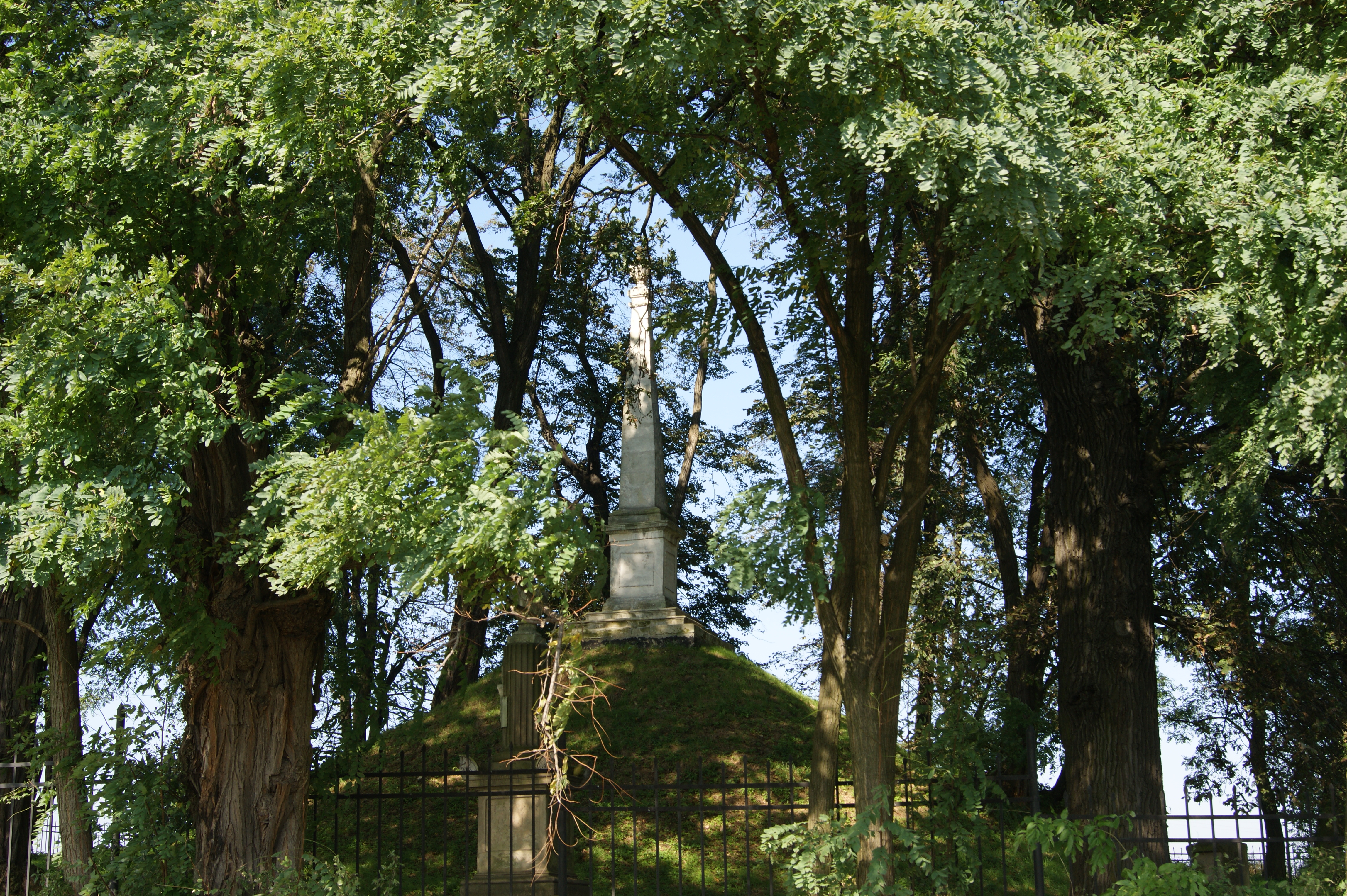
Арианский курган и стела

## Источник
- Józef Łepkowski «Przegląd zabytków przeszłości w okolicach Krakowa» (1863)  (пол.)